# Дулово (Римавска Собота)
Дулово (слч. Dulovo) насељено је мјесто са административним статусом сеоске општине (слч. obec) у округу Римавска Собота, у Банскобистричком крају, Словачка Република.

## Становништво
| Година:    | 1994. | 2004.    | 2014.   | 2024.    |
| ---------- | ----- | -------- | ------- | -------- |
| Број људи: | 166   | 204      | 216     | 272      |
| Разлика:   |       | +22,89 % | +5,88 % | +25,92 % |

| Година:    | 2023. | 2024.   |
| ---------- | ----- | ------- |
| Број људи: | 271   | 272     |
| Разлика:   |       | +0,36 % |

Према подацима о броју становника из 2011. године насеље је имало 208 становника.